# Claudio Elías
Claudio Marcelo Elías Artigas (Montevideo, Uruguay, 23 de septiembre de 1974) es un exfutbolista uruguayo. Jugaba de defensa y militó en diversos clubes de Uruguay, Chile, Brasil, Colombia, Ecuador y China. En el popular videojuego FIFA: Road to World Cup 98 no solo fue incluido en el plantel de la selección entre grandes figuras de la época, sino que además se le asignó el dorsal N.º 10, algo que hasta a él mismo sorprendió: “El que lo hizo se equivocó”.

## Clubes
| Club                         | País     | Año         |
| ---------------------------- | -------- | ----------- |
| Progreso                     | Uruguay  | 1992 - 1995 |
| Central Español              | Uruguay  | 1996        |
| Progreso                     | Uruguay  | 1997 - 1999 |
| Wuhan Hongtao                | China    | 2000        |
| Tianjin Teda                 | China    | 2001        |
| Deportivo Maldonado          | Uruguay  | 2002        |
| Wuhan Gaoke                  | China    | 2003        |
| Rangers                      | Chile    | 2004        |
| América de Cali              | Colombia | 2005        |
| Fénix                        | Uruguay  | 2005        |
| Universidad Católica (Quito) | Ecuador  | 2006        |
| XV de Novembro               | Brasil   | 2007        |
| Fénix                        | Uruguay  | 2007 - 2008 |